# Омріяний Рим
«Омріяний Рим» (англ. The Dream of Rome) — книга політика, журналіста та колишнього прем'єр-міністра Великої Британії Бориса Джонсона, у якій він розповідає про те, як Римська імперія досягла політичної та культурної єдності в Європі, і порівнює це з тим, що, на його думку, є неспроможністю Європейського Союзу зробити те саме. Перш ніж випустити книгу, він транслювався як документальний фільм BBC.

## Сюжет
Від часів падіння Римської імперії визначні європейські політики, як-от Карл I Великий i Наполеон, намагалися відтворити її багатовікові надбання й досвід управління. Та жодній державі-спадкоємиці це не вдалося.
Борис Джонсон розкриває секрети успіху Римської імперії, намагаючись винести певну науку для сучасної політики, зокрема для Європейського Союзу. Мрію про Рим плекають як можливість досягти злагоди, процвітання та ефективної взаємодії народів, які могли б на тлі різних пріоритетів i політичних мотивів віднайти ідею спільності та мирного співіснування.
Ця книжка переконає читача, що окремі політичні ідеї давніх римлян досі живуть у колективному несвідомому, та за свіжого їх інтерпретування нині можуть бути напрочуд актуальними.

## Відгуки
Загальна реакція на "Мрію про Рим" була позитивною. Тобі Янг з New Statesman сказав: "Як вступ до історії Римської імперії, ця книга надзвичайно надихає. Я прочитав її за два прийоми, повністю захопившись". Аналогічно, Крейг Браун з "The Mail on Sunday" описав стиль написання Джонсона в пристрасній манері: "Історія оживає лише тоді, коли написана від щирого серця, а книга Джонсона сповнена хвацьких вигуків, кровожерливих криків та енергійних зачіпок".